# Проминьский, Збигнев
Збигнев Роберт Проминьский (род. 30 декабря 1978, Тчев), более известен под псевдонимом Inferno — польский музыкант, композитор, барабанщик, гитарист и музыкальный продюсер. В 1995 году он присоединился к группе Damnation, играющей в жанре дэт-метал, где и играл до 1997 года. В 1997 году по приглашению Адама Дарского Збигнев Роберт присоединился к группе Behemoth.
В 1998 году вместе с музыкантами из Damnation создал брутал дэт-метал Azarath. Проминьский также работал с группой Witchmaster, играющей блэк-метал, группой Artrosis and Devilyn. В 2008 году по результатам опроса журнала Terrorizer победил в номинации «Heavy Metal Drummer».

## С группойBehemoth

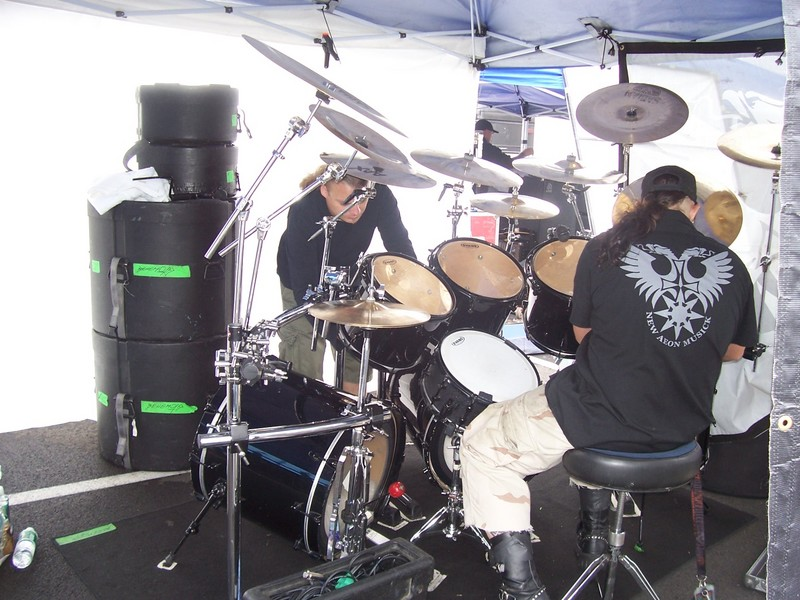
Подготовка к началу фестиваля Ozzfest

### Альбомы
- 1999 Satanica
- 2000 Thelema.6
- 2002 Zos Kia Cultus (Here and Beyond)
- 2004 Demigod
- 2006 Demonica (compilation boxset)
- 2007 The Apostasy
- 2009 Evangelion
- 2014 The Satanist

### Концертные альбомы
- 2008 At The Arena Ov Aion - Live Apostasy

### EP
- 2001 Antichristian Phenomenon
- 2003 Conjuration
- 2006 Slaves Shall Serve
- 2008 Ezkaton